# Sun Nan
Sun Nan (cinese tradizionale: 孫楠; cinese semplificato: 孙楠; Sūn nánP; Dalian, 18 febbraio 1969) è una cantante cinese.

## Carriera
Negli anni '90 era considerata una delle portavoce della scena musicale pop di Pechino, ma ha ottenuto un successo più ampio nel 2002.
Nel 2008, Nan è stata scelta insieme a molti altri artisti per cantare la canzone tema delle Olimpiadi di Pechino 2008, Beijing Huanying Ni, e per la stessa occasione ne ha cantata un'altra, Forever Friends, insieme a CoCo Lee.